# Nissan Violet
 (septembre 2018).
Si vous disposez d'ouvrages ou d'articles de référence ou si vous connaissez des sites web de qualité traitant du thème abordé ici, merci de compléter l'article en donnant les références utiles à sa vérifiabilité et en les liant à la section « Notes et références ».

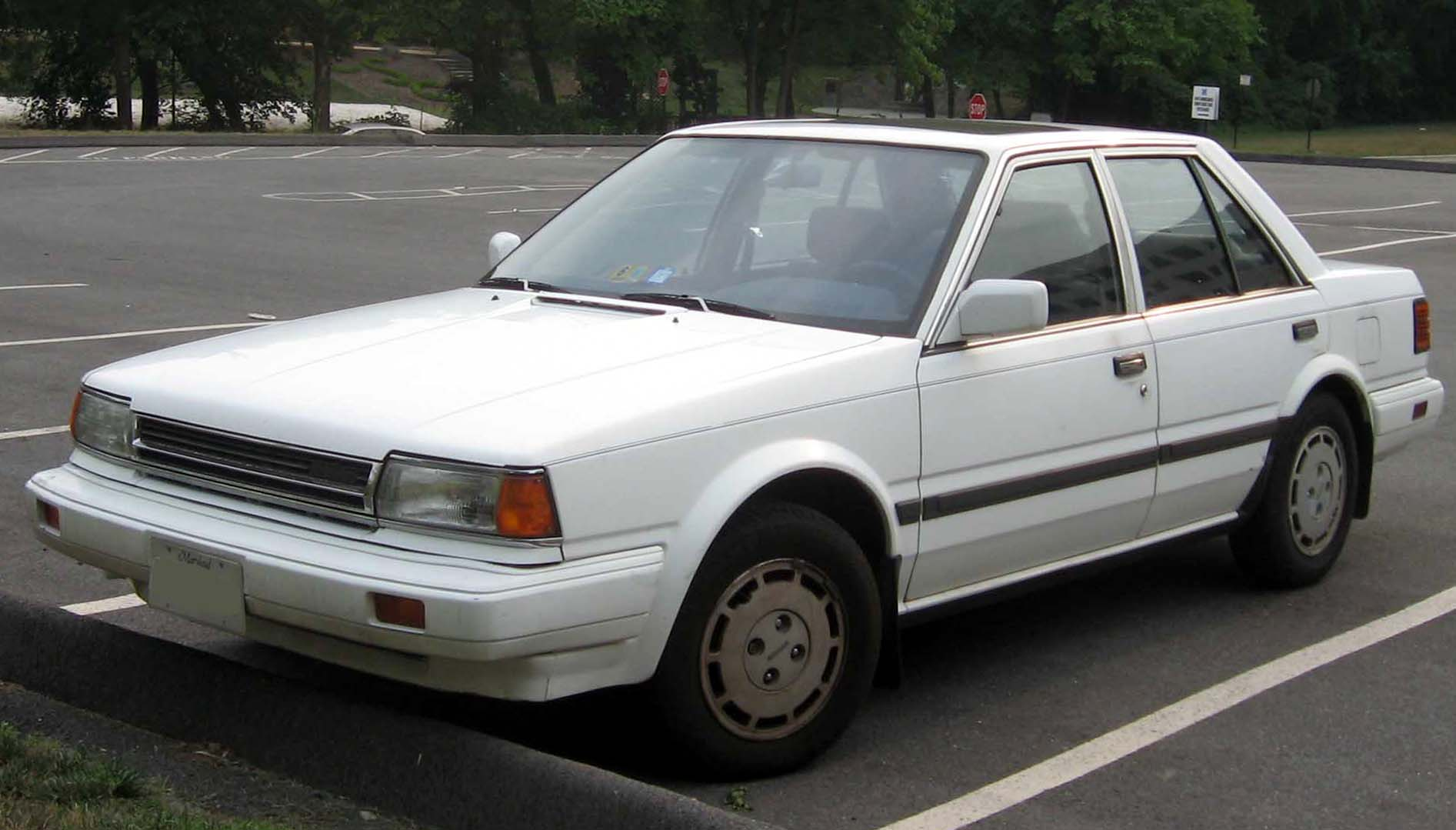
Nissan Stanza 1987-1989

La Nissan Violet, appelée aussi Nissan Auster ou Nissan Stanza sur certains marchés, est une berline familiale produite par le constructeur automobile japonais Nissan de 1973 à 1992.
En 1992, elle est remplacée par la Nissan Altima en Amérique du Nord puis par la Nissan Bluebird au Japon et la Nissan Primera en Europe.

## Série A10 (1977-1981)
La Nissan Violet a été lancée en mai 1977

## Serie U12 (1989-1992)

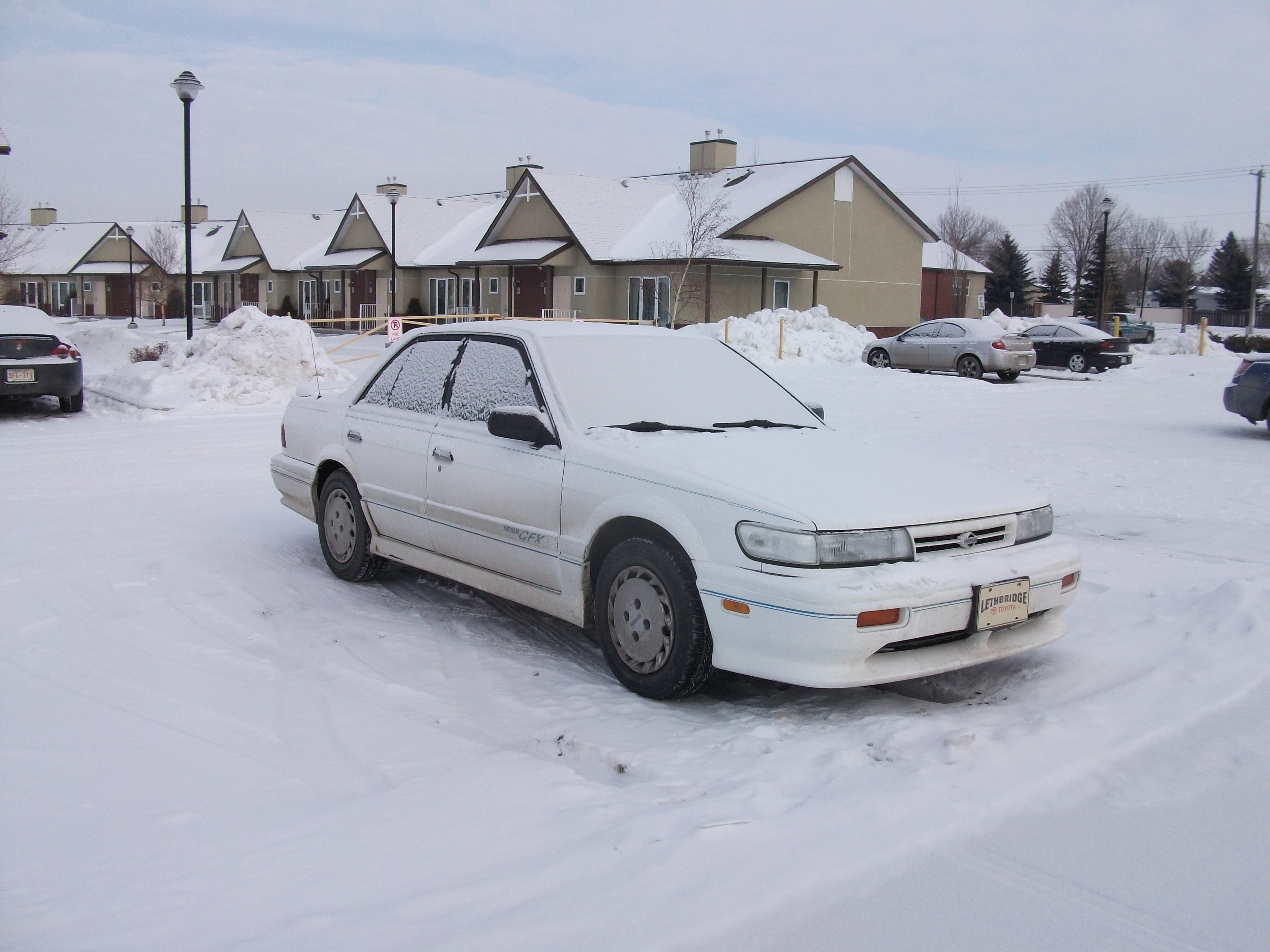
Nissan Violet U12